# Тураев, Фарход Рустамович
Фарход Тураев (род. 14 июня 1974) — узбекский дзюдоист, призёр чемпионатов Азии, Азиатских игр и мира, чемпион мира, участник летних Олимпийских игр 2000 года в Сиднее.

## Карьера
Выступал в полусредней (до 78-81 кг) весовой категории. Серебряный (1997 год) и бронзовый (1999 год) призёр континентальных чемпионатов. Бронзовый призёр летних Азиатских игр 2002 года в Пусане. Серебряный призёр чемпионата мира 1999 года.
На летних Олимпийских играх 2000 года в Сиднее в первой же схватке проиграл уругвайцу Альваро Пасейро и выбыл из дальнейшей борьбы за медали.